# Nyearctia
Nyearctia este un gen de insecte lepidoptere din familia Arctiidae.

Cladograma conform Catalogue of Life:
| Nyearctia | \| \| Nyearctia albescens \| \| \| \| \| \| Nyearctia leucoptera \| \| \| \| |
|           | \| \| Nyearctia albescens \| \| \| \| \| \| Nyearctia leucoptera \| \| \| \| |
|           | Nyearctia albescens                                                          |
|           |                                                                              |
|           | Nyearctia leucoptera                                                         |
|           |                                                                              |